# 2016년 슈퍼탤런트 오브 더 월드
슈퍼탤런트 오브 더 월드(Supertalent of the World, 약칭 ‘슈탤’)는 슈퍼모델, 팝아티스트, 영화배우, 호스트 등을 선발하는 글로벌 쇼케이스로, 싱가폴의 알리바바 그룹으로 불리는 싱가포르 거래소(SGX:AFC) 상장사 유주 코퍼레이션 과 슈퍼탤런트그룹의 소유 하에 있다. KBS My K모바일, 샤오미 MCN 등 전 세계 A리스트 온라인 미디어로 생중계된 슈퍼탤런트오브더월드 2016 시즌 6 대회는 미스 체코 나탈리 스테이스칼로바가 우승을 차지했다. 탑7은 몽고의 세한타미르 아말사나, 파키스탄의 안젤리카 타히르, 네덜란드의 이리스 헤르트로지, 싱가폴의 체리스 레이, 영국의 클로이 머피, 호주의 아미 보탄스키가 각각 차지했다. 올해 대회에는 164개 국가에서 최종 선발된 38개국 대표가 출전했다.

## 입상자
| 최종 결과                        | |
| 슈퍼탤런트오브더월드 2016 시즌 6 | - 체코 – 나탈리 스테이스칼로바 |
| 2등                              | - 몽골 – 세한타미르 아말사나 |
| 3등                              | - 파키스탄 – 안즈헬리카 타히르 |
| 탑 7                             | - 네덜란드 – 이리스 헤르트로지스 - 영국 – 클로이 머피 - 싱가포르 – 체리스 레이 - 호주 – 아미 보탄스키 |
| 탑 15                            | - 핀란드 – 누나 폴키키 - 프랑스 – 로라 호스타인 - 일본 – 나나미 토미타 - 멕시코 – 마리아나 가르자 - 뉴질랜드 – 그라손 훈투윈 - 스웨덴 – 조세핀 스벤손 - 스위스 – 코빌카 란젤벨트 - 아랍에미리트 – 다리아 코시어 |

## 특별상
| 어워즈                   | 입상자                              |
| ------------------------ | ----------------------------------- |
| 베스트 전통의상          | - 푸에르토리코 - 엘리챠 오르티즈    |
| 베스트 이브닝 드레스     | - 남아프리카 공화국 - 로젤레 베스터 |
| 베스트 수영복            | - 폴란드 - 마그달레나 쿠차스카      |
| 베스트 뮤지션            | - 네덜란드 - 이리스 헤르트로지스    |
| 베스트 댄싱퀸            | - 체코 - 나탈리 스테이스칼로바      |
| 베스트 아티스트          | - 아일랜드 - 리디야 에베레트        |
| 윙즈 오브 엔젤           | - 인디아 - 아칸크샤 디히만          |
| 탑 모델 어워드           | - 푸에르토리코 - 엘리챠 오르티즈    |
| 럭셔리 애티튜드          | - 뉴질랜드 - 그라손 훈투윈          |
| 유주 슈탤그람            | - 핀란드 - 누나 폴키키              |
| 슈퍼탤런트 아이콘        | - 필리핀 - 에리쉬 메 야마모토       |
| 디자이너스 강남 프리미어 | - 베트남 - 트레이시 러 위응         |
| 베스트애슬레저 룩        | - 카자흐스탄 - 사니야 사케노바      |

## 참가자 명단
- 2016년 3월 22일, 현재 아래의 31국가의 참가자가가 확정되었다.

| 국가              | 이름                  | 키(m) | 출신지       |
| ----------------- | --------------------- | ----- | ------------ |
| 호주              | 아미 보탄스카이       | 175   | 시드니       |
| 벨기에            | 말린 브뢱만           | 172   | 브뤼셀       |
| 불가리아          | 오구스티나 쉐베코바   | 174   | 소피아       |
| 콜롬비아          | 메야 더 레온          | 177   | 뉴욕         |
| 중국              | 리 카이               | 176   | 상하이       |
| 체코              | 나탈리 스테이스칼로바 | 180   | 프라하       |
| 핀란드            | 데랄 헬런             | 178   | 헬싱키       |
| 프랑스            | 라우라 호스타인       | 175   | 보르도       |
| 헝가리            | 벤식 아드리엔         | 176   | 부다페스트   |
| 인디아            | 아칸크샤 디히만       | 174   | 뭄바이       |
| 아일랜드          | 리디야 에베레트       | 173   | 더블린       |
| 일본              | 나나미 토미타         | 172   | 오사카       |
| 카자흐스탄        | 안젤리카              | 176   | 아스타나     |
| 말레이시아        | 안나 림               | 170   | 쿠알라룸푸르 |
| 멕시코            | 나오미 몬드라곤       | 176   | 멕시코 시티  |
| 나미비아          | 안젤리카 쉬다         | 178   | 빈트후크     |
| 네팔              | 수베크샤야 카드카     | 172   | 카트만두     |
| 네덜란드          | 이리스 헬트로지스     | 177   | 암스테르담   |
| 파나마            | 카르멘                | 177   | 파나마시티   |
| 파키스탄          | 타히르                | 174   | 뉴욕         |
| 필리핀            | 타히르                | 179   | 마닐라       |
| 푸에르토리코      | 엘리차 오르티즈       | 180   | 산후안       |
| 남아프리카 공화국 | 로젤레 베스터         | 173   | 요하네스버그 |
| 싱가포르          | 체리스 라이           | 173   | 싱가포르     |
| 스웨덴            | 조세핀                | 180   | 스톡홀름     |
| 스위스            | 코빌리카              | 178   | 로잔         |
| 튀니지            | 쉬린                  | 176   | 튀니스       |
| 아랍에미리트      | 다리아 코시어         | 175   | 두바이       |
| 영국              | 클뢰 머피             | 175   | 리버풀       |
| 미국              | 사반나                | 172   | 워싱턴 D.C.  |
| 베트남            | 트레이시              | 171   | 몬트리올     |

### 에이전시
- 호주 – 슈탤 오스트랄리아[42]
- 벨기에 – 슈탤 벨기에[43]
- 불가리아 – 슈탤 불가리아[44]
- 캄보디아 – 슈탤 캄보디아[45]
- 캐나다 – 슈탤 캐나다[46]
- 콜롬비아 – 슈탤 콜롬비아[47]
- 프랑스 – 슈탤 프랑스[48]
- 헝가리 – 슈탤 헝가리[49]
- 인디아 – 슈탤 인디아[50]
- 아일랜드 – 슈탤 아일랜드[51]
- 일본 – 슈탤 재팬[52]
- 말레이시아 – 슈탤 말레이시아[53]
- 몰도바 – 슈탤 몰도바[54]
- 네팔 – 슈탤 네팔[55]
- 뉴질랜드 – 슈탤 뉴질랜드[56]
- 필리핀 – 슈탤 필리핀[57]
- 폴란드 – 슈탤 폴란드[58]
- 푸에르토리코 – 슈탤 푸에르토리코[59]
- 루마니아 – 슈탤 루마니아[60]
- 싱가포르 – 슈탤 싱가폴[61]
- 남아프리카 공화국 – 슈탤 남아공[62]
- 스웨덴 – 슈탤 스웨덴[63]
- 스위스 – 슈탤 스위스[64]
- 우크라이나 – 슈탤 우크라이나[65]
- 아랍에미리트 – 슈탤 아랍에미리트[66]
- 미국 – 슈탤 아메리카[67]
- 베트남 – 슈탤 베트남[68]

## 같이 보기
- 슈퍼탤런트 패션위크
- 타임즈 그룹
- 상하이 미디어 그룹